# Григорьева, Елена Владимировна
Елена Владимировна Григорьева (17 апреля 1959, Ленинград) — советская биатлонистка, российский тренер, судья и спортивный организатор, двукратная чемпионка СССР. Мастер спорта СССР международного класса.

## Биография
Представляла город Казань. Двукратная чемпионка СССР по биатлону[уточнить], в том числе в 1988 году в эстафете 3х7,5 км в составе первой сборной РСФСР вместе с Валентиной Шкурбало и Натальей Ивановой.
После окончания спортивной карьеры перешла на тренерскую работу, также занималась судейством соревнований по биатлону. С 2002 года имеет всероссийскую судейскую категорию. Была руководителем Союза биатлонистов Татарстана с момента его создания в 2010 году до 2013 года. По состоянию на 2010-е годы работает главным тренером ГАУ ДО «Центр спортивной подготовки» МДМСиТ РТ, имеет квалификацию «тренер высшей категории».
Принимает участие в соревнованиях ветеранов. В 2016 году стала двукратной чемпионкой России в своей возрастной категории.